# Antoine Bony-Cisternes
Antoine Bony-Cisternes est un homme politique français né le 15 décembre 1847 à Saint-Cirgues-sur-Couze (Puy-de-Dôme) et décédé le 18 septembre 1928 à Saint-Cirgues-sur-Couze.
Propriétaire terrien, il est maire de Saint-Cirgues en 1878, conseiller d'arrondissement de 1880 à 1889 et conseiller général en 1889. Il est député du Puy-de-Dôme de 1889 à 1907 et sénateur de 1907 à 1927, c'est un parlementaire peu actif.

## Sources
- « Antoine Bony-Cisternes », dans le Dictionnaire des parlementaires français (1889-1940), sous la direction de Jean Jolly, PUF, 1960 [détail de l’édition]